# Notre-Dame-d'Oé
Notre-Dame-d'Oé is een gemeente in het Franse departement Indre-et-Loire (regio Centre-Val de Loire). De plaats maakt deel uit van het arrondissement Tours. Notre-Dame-d'Oé telde op 1 januari 2022 4.358 inwoners.

## Geografie
De oppervlakte van Notre-Dame-d'Oé bedroeg op 1 januari 2022 7,73 vierkante kilometer; de bevolkingsdichtheid was toen 563,8 inwoners per km².

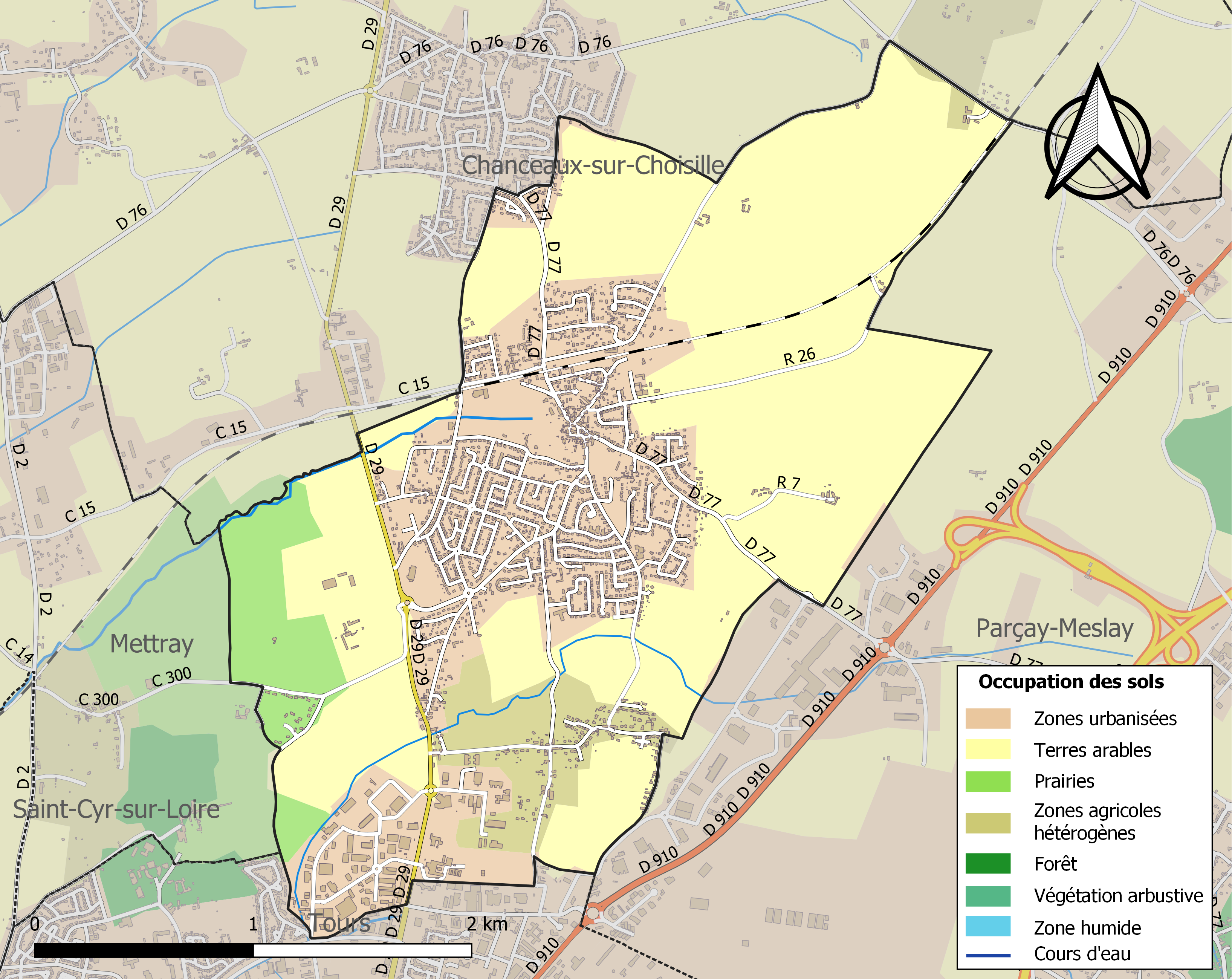
Kaart van de gemeente met belangrijkste infrastructuur, bodemgebruik en omliggende gemeenten

## Demografie
Onderstaande figuur toont het verloop van het inwonertal (bron: INSEE-tellingen).